# Tannenholz
Als Tannenholz wird das Holz der Tannen (Gattung Abies) bezeichnet, das wie bsp. auch Fichten-, Kiefern- oder Lärchenholz zu den Nadelhölzern gehört. In Europa und großen Teilen Nordasiens wird unter dieser Bezeichnung fast ausschließlich das Holz der Weiß-Tanne (Abies alba), seltener die aus Nordamerika stammende Küstentanne (Abies grandis), verstanden. International gibt es eine Reihe weiterer Arten, deren Holz für unterschiedliche Nutzungen verwendet wird.
Zum Anwendungsspektrum gehört vor allem die Verwendung zur Papier- und Zellstoffherstellung, als Bau- und Möbelholz für den Innenbereich sowie die Nutzung als Brennholz.

## Eigenschaften
Tannen sind in ihrem Wuchs mit Fichten vergleichbar. Sie wachsen im Bestand sehr gerade mit einem vollholzigen und zylindrischen Stamm mit wenigen Ästen in den unteren Bereichen (astrein). Die Stammlängen erreichen hier bis zu 20 Meter bei einer Gesamthöhe des Baumes von bis zu 50 Metern, der Durchmesser beträgt 0,4 bis 1,2 Meter. Im Freistand werden die Bäume voluminöser mit deutlich größerer Ästigkeit. Das Holz ist hell rötlich-weiß bis gelblich-weiß mit grau-violettem bis bläulichem Schimmer, wobei sich Kern- und Splintholz farblich nicht voneinander unterscheiden. Die Jahrringe setzen sich deutlich voneinander ab, wobei sich die Färbung vom hellen Frühholz zum dunklen Spätholz kontinuierlich ändert, die Jahrringgrenzen sind deutlich ausgeprägt. Im Gegensatz zu anderen Nadelhölzern besitzen sie keine auffälligen Harzkanäle und Harzgallen, wodurch sich das Holz makroskopisch von dem der Fichte unterscheiden lässt. Einen weiteren Unterschied stellen die Aststellungen dar: Während die Äste der Tanne in der Regel waagerecht aus dem Holz ragen und entsprechend runde Astmarken hinterlassen, sind die der Fichte schräg und die Marken entsprechend oval.
Auch in seinen physikalischen Eigenschaften unterscheidet sich Tannenholz nur wenig von Fichtenholz, aufgrund der optischen Eigenschaften und der Sprödigkeit sowie der härteren und vermehrt auftretenden Äste wird es jedoch weniger im Bau- und Möbelbereich eingesetzt und wird überall dort bevorzugt, wo der Harzgehalt des Fichtenholzes störend ist. Es ist sehr weich mit einer mittleren Rohdichte von 450 kg/m3 bei 12–15 % Feuchtegehalt. Die mechanischen Eigenschaften des Holzes sind für die geringe Dichte sehr gut und mit denen des Fichtenholzes vergleichbar, wodurch es als Bau- und Konstruktionsholz nutzbar ist.
Unbehandelt ist Tannenholz allerdings nur wenig witterungsbeständig. Bei Bodenkontakt wird es schnell abgebaut, für die Verwendung im Außenbereich muss das Holz entsprechend mit chemischen Holzschutzmitteln behandelt werden. Dabei ist die gegenüber Fichtenholz höhere Feuchtigkeit des Holzes zu beachten, insbesondere, wenn beide Hölzer gemeinsam verarbeitet werden. In Bereichen, in denen das Holz ständiger Feuchtigkeit ausgesetzt ist, ist Tannenholz beständiger als Fichtenholz. Die Bearbeitung des Holzes durch Sägen, Hobeln, Fräsen und andere Techniken ist problemlos möglich, auch die Verbindung durch Schrauben und Nägel sowie durch Leim ist problemlos, nur Stämme mit größerer Ästigkeit und Reaktionsholz können sich nachteilig auswirken. Auch Anstriche, Lasuren und Beizen sind ohne Aufwand anwendbar, im Vergleich zu Fichtenholz ist Tannenholz gegen Alkalien und Säuren gut beständig.

## Verwendung

### Stoffliche Nutzung
Als Schnittholz wird Tannenholz in der Regel gemeinsam mit Fichtenholz als Mischsortiment Fichte/Tanne gehandelt und verwendet, die Anwendungsfelder beider Hölzer sind zudem nahezu identisch; beide Hölzer sind in ihren Eigenschaften sehr ähnlich. Dabei wird es in Form von Rundholz, Schnittholz wie Brettern und Brettschichthölzern und als Furnierholz verarbeitet. Zugleich ist es ein wichtiges Holz für die Herstellung von Holzwerkstoffen wie Sperrholz, Leimholz, Span- und Faserplatten.
Als Bau- und Konstruktionsholz wird Tannenholz nahezu überall eingesetzt, sowohl im Innenausbau wie auch bei Außenanwendungen. Es findet entsprechend Verwendung im Hausbau für Dachkonstruktionen, für Holzverkleidungen, Geländer, Treppen, Skelettkostruktionen für Wände und Decken, Fenster, Türen und Tore; aufgrund der gräulichen Farbe und häufigen Splitter wird es dagegen nicht so häufig für Fußböden genutzt. Besonders im Erd- und Wasserbau wird es dem Fichtenholz aufgrund der besseren Feuchtebeständigkeit vorgezogen. Wegen dieser Eigenschaft wurde es auch im Schiffbau genutzt, speziell große gerade Stämme, wie sie früher häufig im Schwarzwald vorkamen,  wurden als Masten geschätzt.  Im Möbelbau wird Tannenholz sowohl massiv wie auch in Form von Holzwerkstoffen als Blindholz und Hauptholz für einfache Möbel eingesetzt. Hinzu kommen eine Reihe weiterer Anwendungen wie Leitern, Betonschalbretter, Holzpflaster, Zäune, Pfähle, Spielgeräte und viele mehr. Im Verpackungsbereich dient Tannenholz für den Bau von Kisten und Paletten sowie auch zur Herstellung von Holzwolle.
Eine zentrale Verwendung für das Holz der Tanne und anderer Nadelbäume ist die Papier- und Zellstoffherstellung. Aufgrund der längeren Fasern gegenüber Laubhölzern verfilzen ihre Fasern leichter, daraus es ergibt sich eine höhere Festigkeit des Papiers.

Furnier aus Weißtannenholz
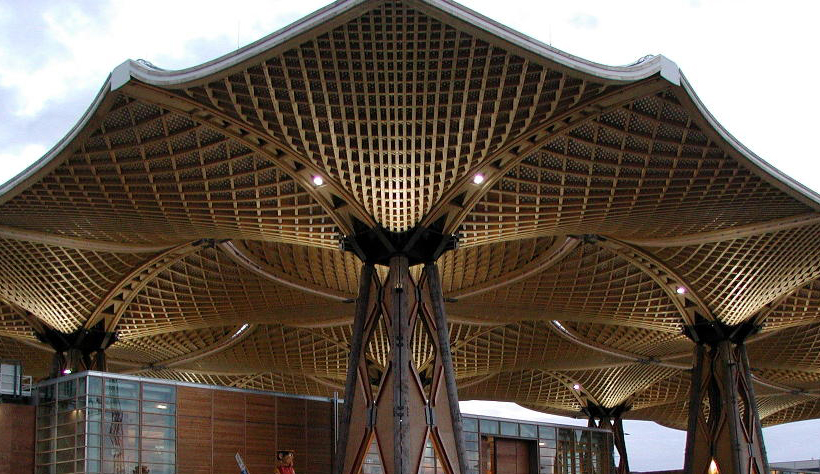
Baumstämme von Weißtannen aus Gersbach (Schopfheim) stützen das größte freitragende Holzdach der Welt auf dem Messegelände in Hannover.

### Energetische Nutzung
Auch im Bereich der energetischen Nutzung spielt Tannenholz mit einem Brennwert von 4,5 kWh/kg bzw. 1.400 kWh/rm eine zentrale Rolle, sowohl in Form von Scheitholz für den Hausbrand wie auch in Form von Hackschnitzeln, Holzpellets und -briketts für entsprechende Heizsysteme.

## Belege
1. 1 2 3  nach DIN 68364 – Kennwerte von Holzarten – Rohdichte, Elastizitätsmodul und Festigkeiten. Mai 2005.
2. ↑  Peter Niemz: Untersuchungen zur Wärmeleitfähigkeit ausgewählter einheimischer und fremdländischer Holzarten. In: Bauphysik 29. Band 29, Nr. 4. Ernst & Sohn Verlag für Architektur und technische Wissenschaften GmbH & Co. KG, Berlin 2007, S. 311–312, doi:10.1002/bapi.200710040.
3. ↑  https://www.lwf.bayern.de/mam/cms04/forsttechnik-holz/dateien/w45_das_holz_der_tanne_eigenschaften_verwendung.pdf